# علاءالدین محمد (امام اسماعیلی)
محمد سوم یا ابوالسعادات علاءالدین محمد بن جلال‌الدین حسن نومسلمان ابن محمد (زادهٔ ۶۰۹ ه‍.ق - درگذشتهٔ ۶۵۳ ه‍.ق) فرمانروای اسماعیلی الموت بود. او فرزند و جانشین جلال‌الدین حسن بود که در سال ۶۱۸ ه‍.ق و در سن نه سالگی به جای پدر نشست.
علاءالدین محمد ۵ سال پس از فرمانروایی به مالیخولیا دچار شد و کسی جرئت نمی‌کرد دربارهٔ مسائل کشوری با او سخن بگوید. در نتیجه پریشانی در منطقهٔ تحت فرمانروایی او حکمفرما گشت. خواجه نصیرالدین توسی مدت‌ها نزد این فرمانروا بوده است. سرانجام رکن‌الدین خورشاه پسر او همراه با دیگر سران دولت تصمیم به قتل او گرفتند. در نیمه‌شب آخر شوال ۶۵۳ ه‍.ق (آذر ۶۳۴) حسن مازندرانی او را با تبر گردن زد.